# Gerolamo Da Passano
Gerolamo Da Passano (Genova, 31 ottobre 1818 – Genova, 14 marzo 1889) è stato un pedagogista e insegnante italiano.

## Biografia
Gerolamo Da Passano nacque a Genova il 31 ottobre 1818 da Antonio, appartenente ad un ramo degli antichi signori di Framura, e da Antonia Marchese.
Studiò a Genova e frequentò il corso di Pedagogia e Metodica presso l'Ateneo cittadino. Nel 1840 iniziò l'attività di insegnante come precettore privato.
Nel novembre 1846 si sposò con Giovanna Costa da cui ebbe i figli Manfredo, Enrico, Stefano e Gerolamo..
Dal 1848 al 1850 fu maestro elementare nel Collegio Nazionale; nel 1850 diventò professore di Storia e Geografia presso il Civico Ginnasio di Genova dove insegnò fino al 1852. Tra il 1849 e il 1860 insegnò nella Scuola Magistrale Femminile; tra il 1861 e il 1880 fu professore di Pedagogia e Geografia presso la Scuola Magistrale Maschile di Genova che contribuì ad istituire e di cui fu anche direttore.
Tra il 1852 e il 1877 ricoprì l'incarico di ispettore generale presso le Scuole Civiche di Genova.
Nel 1878 fondò l'Istituto privato “Vittorino da Feltre" presso cui fu professore e direttore fino alla sua morte.
Tra le opere di Da Passano si ricorda il trattato di astronomia La geografia astronomica esposta ai giovinetti edito per la prima volta nel 1853, che ebbe otto edizioni e fu insignito di importanti riconoscimenti.
Morì a Genova, il 14 marzo 1889, all'età di 70 anni.

## Riconoscimenti
- A Gerolamo Da Passano è intitolata una scuola primaria statale, in Via Montaldo a Genova.